# VF-25彌賽亞
VF-25彌賽亞是由Macross Frontier船團開發用以取代新統合軍主力機種VF-171的新一代可變型戰鬥機。

## 機體簡介
Macross Frontier船團上的新星重工開發工廠以通用試作機YF-24「進化」（エボリューション）的資料為基礎，並由總合機械製造業L.A.I.技術研究中心提供技術支援所生產的新型可變型戰鬥機，原型機首次飛行是2057年6月24日在Macross Frontier船團新發現之恆星系（M55 NGC6809球狀星雲內，Frontier船團當時在此星系採集資源）具有大氣的第三行星Frontier025的行星軌道上從浦鶴級宇宙航艦「上海III」進行首次試飛。
與AVF系列相比，VF-25在部分性能上有著大幅度提升；為了解決飛行員高G力的負擔，VF-25座艙內整合了新式飛行員抗G外裝Ex-Gear（EX-ギア），Ex-Gear裝備有動力四肢與宇宙衣功能並可飛行，緊急時可做為飛行員逃生時維生系統，並可於平時做為可變型戰鬥機訓練用設備；VF-25可與Ex-Gear以有線或無線式遠隔操作，連線後可直接由飛行員的四肢操控，此種遙控方式不需要操控桿及油門等裝置；一般VF-25單人即可駕駛，但仍在設置輔助用副駕駛座。
繼承了VF系列長久以來的傳統，VF-25擁有三種可變型態能應映不同戰況，由於機體本身不具備武器掛點，因此必須使用外掛裝備的方式在無視機體氣動特性下將武器“掛”在機體各處，這類外掛裝備在以往VF系列常有影響變形機構的問題，由於VF-25在設計時即考慮相關配置，所以VF-25可在裝備外掛設備下維持各種變形模式；但是這類外掛仍然是無視氣動特性的裝備，因此無法在具有大氣的環境下操作，故VF-25在具有大氣的作戰環境下武裝極端薄弱，不過以船團需求大多數戰鬥不需要在普通大氣下進行因此目前並未有改良方案。
VF-25在設計初即考慮到近身作戰需求，並在左腕盾內裝有特殊合金鋼製小刀，可在刀身施放針點防護罩增加破壞力，在施放針點的狀態下破壞力可輕易切割戰艦裝甲。
在原型機試飛後，同年S.M.S已開始配發VF-25在骷髏小隊與相關作戰部隊，並於同年Vajra遭遇戰時進行實戰；之後因政治與商業因素S.M.S在2059年為止比新統合軍優先獲得約30架VF-25，扣除預備機，剩下約20架做為測試及投入實戰。

## 幕後花絮
關於此機的暱稱「彌賽亞」（メサイア）（Messiah），是由官方網站進行公開募集後雀屏中選而定名，原本出處為聖經記載末日來臨時之救世主；但一般統稱Macross作品所有的可變型戰鬥機（VF）仍是「女武神」（バルキリー）。

## 衍生型號
YF-25預言（Propfecy）
位於YF-24與VF-25之間的試作機。與僅有單座對應Ex-Gear的VF-25不同，採用的為複座式Ex-Gear對應型駕駛艙。頭部前後的複合型探測器覆蓋著一體成型的大型透明玻璃罩，頭部因左側為小口徑雷射槍、右側為通信天線而形成了左右非對稱形狀為其特徴，機體本身並沒有配備其他武裝，但可裝備其他現有之武裝。機體主要配色為橘色。
由L.A.I主導並製作出了數架，在變形機構或Ex-Gear的操作測試等實驗中所得的資料，對於VF-25的開發有著極大的貢獻，在實驗結束後成為Ex-Gear的操作訓練兼機種轉換用訓練機。
VF-25A
標準型，頭部G型相同，機能上的差異不明，主要搭乘者為S.M.S中骷髏小隊以外的隊員。
VF-25F
前衛用標準型，頭部監視器為單橫條護目形狀，頭部雷射機槍為2門，早乙女有人用機，原為基力安用機。
VF-25S
指揮官型，監視器為橫條三面體形，依照VF系列的傳統，S型的頭部雷射機槍一律4門，一般為小隊隊長機，但動畫中僅有骷髏小隊隊長奧茲馬·李曾駕駛此型戰機。
VF-25G
長距離狙擊型，考量狙擊精密度需求而採用單眼式長距離高精準監視器，因此頭部機槍撤銷1門，並換裝SSL-9B Dragunov穿甲狙擊槍，狙擊槍使用口徑55公厘的SP-55X超高速穿甲彈，20公里目標偏差範圍10公分，槍身裝備8具姿勢控制用噴嘴進行精密射擊；當使用狙擊槍射擊時可以使用固定錨將機體穩定於固定物上。原為米海爾·布朗用機，後於第25話為格蘭·葛蘭用機。
RVF-25
電偵作戰型，頭部為橢圓護罩型內藏雷達，並設雷射機槍2門，標準配置：增裝機背旋轉雷達、下方穩定翼形天線，接戰能力薄弱因此增設無人機伴航，並可由RVF-25直接遠距離控制，盧卡·安傑洛用機。
QF-4000
由RVF-25操控的無人機，為了防止電子干擾因此裝備了超空間通信器，平時由RVF-25遠隔操作進行戰鬥或是數據蒐集，在必要時可使用猶大系統回復人工智慧思考，在此系統底下QF-4000具備傳統鬼魂系列的驚人戰力 。

## 外掛裝備
SPS-25S/MF25 超級背包（Super Pack）
大氣圈外活動用高機動裝備，除了4具外掛引擎外另外安裝了部份強化裝甲以及2組飛彈莢艙（進氣口上方，變形後的肩膀），由於無法在大氣圈內使用，機體進入大氣圈時可脫離固定在軌道上等機體脫離大氣圈後再裝配。
APS-25A/MF25 裝甲背包（Armored Pack）
強調火力、防禦力的VF系列用外掛裝甲，但改善了以往加裝時無法變型的缺點，另外配備小型核融發電機使得VF-25機體本身可使用針點系統而非僅於部分區域，同時加掛更多飛彈莢艙，且可在大氣層內使用；雖擁有與超級背包相同的推進器但仍因厚重裝備而使機體運動性大降，因此對飛行員的駕駛技術是一大考驗，需要艦長批准才能裝備，主要為指揮官機專用配備，用於特殊任務。
龍捲風背包
大氣圈內外兩用型超級背包，追加4具外掛引擎及雷射炮（進氣口上方，變形後的肩膀後方），為針對大氣圈內作戰之改良方案。
超空間航行推進器
超空間航行（Fold）用增裝，與早期一次式組件不同的地方在改良版Fold組件在VF內部發電機充電後可再使用，機體進入大氣圈時可脫離於軌道上待命並等機體回航時再度連結，不過跳躍距離仍無法突破30光年限制，由於可多次使用也利於機體以一般飛行穿越超空間斷層之後再度進行Fold航行。
空間水晶航行推進器
L.A.I以Macross Galaxy技術製造之新型超空間航行組件，由於空間水晶的效能因此可以完全無視空間斷層以及時差進行超空間航行，可跳躍距離不明
擴音莢艙
類似Macross 7時的「音聲推進器」，裝設於主翼掛架，於Gallia 4上播放蘭花·李的歌聲時曾使用。

## 相關連結
- 日本官網（日語）